# Thomas Yong
Thomas Yong (født 9. februar 1973) er en dansk filmproducer. Han er uddannet producer fra den alternative filmskole Super16 i 2010. I 2007 producerede han den amerikanske spillefilm Tie a Yellow Ribbon, og i 2010 producerede han kortfilmen Megaheavy der vandt en Robert for bedste korte fiktion i 2010 , og som samme år deltog i Berlinalen.

## Filmografi
- 2004 – Diagnosis (associate producer)
- 2004 – Hopscotch (associate producer)
- 2004 – Basic Emotions
- 2005 – Color of a Doubt: an Urban Fable
- 2007 – Tie a Yellow Ribbon
- 2008 – Et Barn
- 2008 – En Sikker Vinder
- 2010 – Megaheavy
- 2010 – Vilddyr
- 2011 – Tomrum (co-producer)